# DKW Reichsfahrtmodell

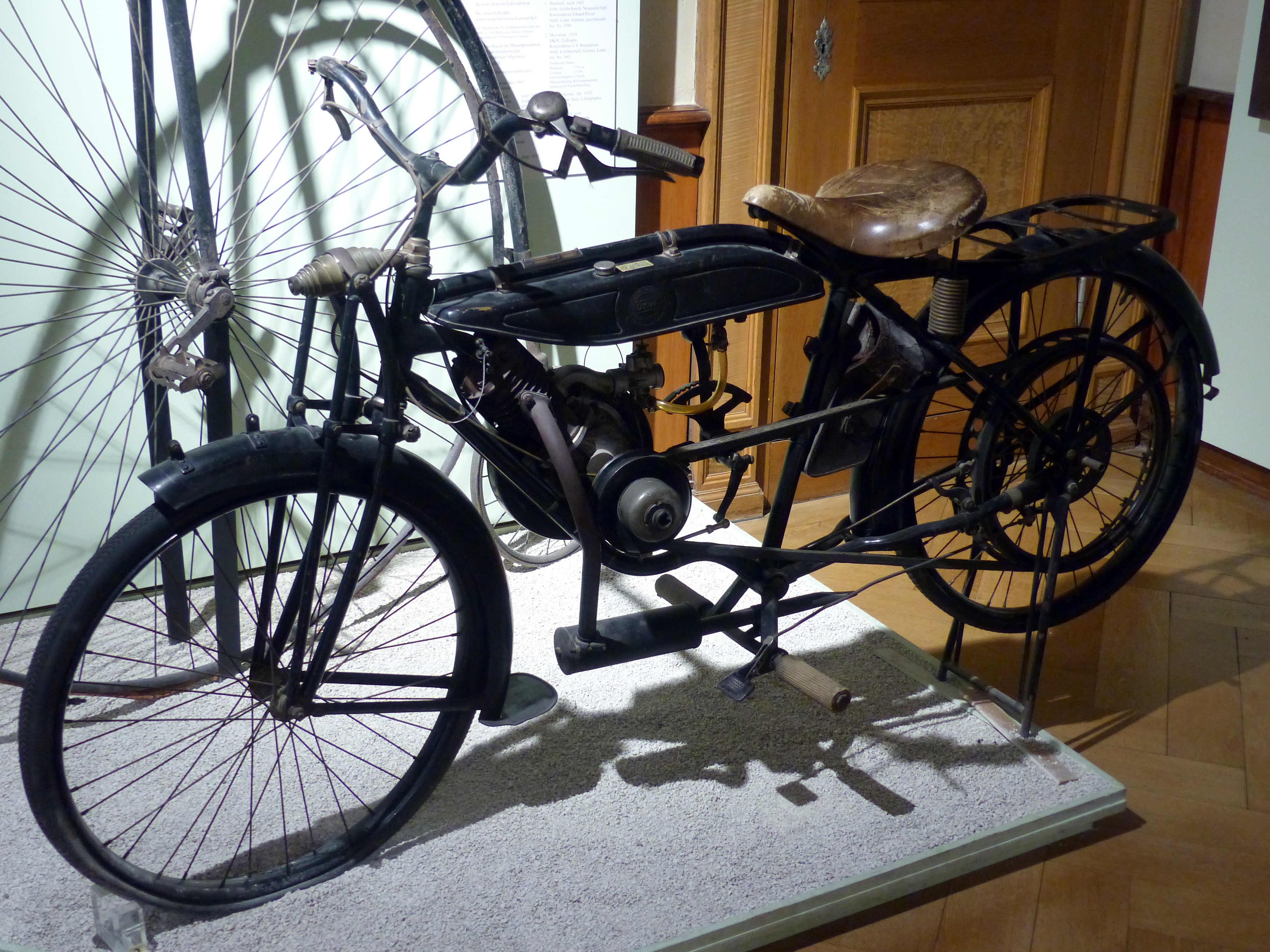
DKW Reichsfahrtmodell, mit Fußrasten statt Tretkurbel

Das Reichsfahrtmodell war das erste in den Zschopauer Motorenwerke J. S. Rasmussen gebaute Serienmotorrad.

## Geschichte
Die Zschopauer Motorenwerke stellten seit 1919 den DKW-Fahrradhilfsmotor her, der zunächst an Fahrradhersteller geliefert wurde. Ab 1922 baute das Unternehmen eigene Fahrgestelle für den Hilfsmotor und verkaufte vollständige Hilfsmotorfahrräder. Der nächste Schritt war die Produktion eines verstärkten Rahmens, der die gestiegene Motorleistung besser verkraftete. So entstand das erste richtige DKW-Motorrad, das ab 1922 hergestellt wurde. Konstrukteur war Hermann Weber.
Mit dem neu entwickelten Modell nahm das Zschopauer Werk im Jahr 1922 an der Reichsfahrt teil und belegte in seiner Klasse die Plätze eins bis drei, woraufhin das neue kleine Motorrad mit dem prestigeträchtigen Namen Reichsfahrtmodell belegt wurde. Auf der AVUS erzielten die kleinen DKW-Motorräder die Plätze eins bis vier. Bei der Eifelrundfahrt am 15. Juli 1922 wurde M. Weise auf DKW Zweiter der Klasse „Hilfsmotore bis 175 ccm Cylinder-Inhalt“. Er fuhr die zwei Runden bzw. 66 km über Berge und durch Täler in 2:13:05 Stunden bzw. mit einer Durchschnittsgeschwindigkeit von rund 30 km/h. Rasmussen war überzeugt, dass Erfolge in motorsportlichen Wettbewerben dem Ansehen der Marke förderlich seien und die Erkenntnisse aus den Wettbewerbseinsätzen der Serienfertigung zugutekämen.

## Technik
Das Motorrad hat noch große Ähnlichkeit mit einem Hilfsmotorfahrrad. Bereits kurze Zeit nach Produktionsstart wurde das Vorderrad gefedert; zunächst mit einer Schwinghebelfederung (Kurzschwinge), später wurde eine Pendelgabel eingebaut. Die Modelle bis 1924 hatten außer dem Motor zusätzlich den Tretkurbelantrieb des Fahrrades; beim Modell 1925 entfiel er und an seine Stelle traten fest montierte Fußrasten. Zum Anfahren hatte das Modell 1925 eine vom Lomos-Sesselrad übernommene Kupplung, die mit einem direkt am Motor angebrachten Hebel betätigt wurde. Zur Kraftübertragung auf das Hinterrad hatte das Reichsfahrtmodell Riemenantrieb.
Nach Angaben des Autors Frank Rönicke soll das Modell mit den Motorhubräumen 118, 128, 143 und 148 cm³  erhältlich gewesen sein, wobei jedoch nur für die beiden letztgenannten gesicherte Leistungsangaben vorliegen.
|                       | Baujahre 1922 bis 1924                             | Baujahre 1922 bis 1924                             | Baujahr 1925                                    |
| --------------------- | -------------------------------------------------- | -------------------------------------------------- | ----------------------------------------------- |
| Motor                 | fahrtwindgekühlter Einzylinder-Zweitaktmotor       | fahrtwindgekühlter Einzylinder-Zweitaktmotor       | fahrtwindgekühlter Einzylinder-Zweitaktmotor    |
| Steuerung             | Schlitzsteuerung                                   | Schlitzsteuerung                                   | Schlitzsteuerung                                |
| Ladungswechsel        | Querstromspülung                                   | Querstromspülung                                   | Querstromspülung                                |
| Bohrung × Hub         | 55 × 60 mm                                         | 56 × 60 mm                                         | 56 × 60 mm                                      |
| Hubraum               | 142,5 cm³                                          | 147,8 cm³                                          | 147,8 cm³                                       |
| Nennleistung          | 1,5 PS (1,1 kW)                                    | 2,25 PS (1,7 kW)                                   | 2,5 PS (1,8 kW)                                 |
| Vergaser              | Meco, Adria, Pichler                               | Meco, Adria, Pichler                               | Meco, Adria, Pichler                            |
| Schmierung            | Zweitaktgemisch 1 : 10                             | Zweitaktgemisch 1 : 10                             | Zweitaktgemisch 1 : 10                          |
| Getriebe              | 1-Gang-Getriebe mit Zahnrädern im Kurbelgehäuse    | 1-Gang-Getriebe mit Zahnrädern im Kurbelgehäuse    | 1-Gang-Getriebe mit Zahnrädern im Kurbelgehäuse |
| Kupplung              | ohne                                               | ohne                                               | Lomos-Kupplung                                  |
| Endantrieb            | Riemen                                             | Riemen                                             | Riemen                                          |
| Rahmenbauart          | Stahlrohrrahmen                                    | Stahlrohrrahmen                                    | Stahlrohrrahmen                                 |
| Radaufhängung vorn    | Kurzschwinge, später Pendelgabel                   | Kurzschwinge, später Pendelgabel                   | Pendelgabel                                     |
| Radaufhängung hinten  | Starrrahmen                                        | Starrrahmen                                        | Starrrahmen                                     |
| Bremsen               | Klotzbremse oder Rücktrittbremse auf das Hinterrad | Klotzbremse oder Rücktrittbremse auf das Hinterrad | Klotzbremse auf das Hinterrad                   |
| Leergewicht           | 42 kg                                              | 42 kg                                              | 40 kg                                           |
| Höchstgeschwindigkeit | 60 km/h                                            | 60 km/h                                            | 65 km/h                                         |
| Stückzahl             | rd. 20.000                                         | rd. 20.000                                         | rd. 20.000                                      |